# Till Stockholms skärgård
Till Stockholms skärgård, är en visa med text och musik av Lars Berghagen. Låten är titelspåret på albumet Dagboksblad från 1983. Låten låg 15 veckor på Svensktoppen mellan 12 juni och 27 november 1988 med andra plats som bästa placering. Låten handlar om Stockholms skärgård. 1989 släpptes en cover av Nya Loffes, 1990 av Linderz och 1995 av Micke Ahlgrens.

### Fotnoter
1. ↑  https://smdb.kb.se/catalog/id/001889643
2. ↑  https://www.nostalgilistan.se/lasse-berghagen-162/till-stockholms-skargard-1724
3. ↑  https://smdb.kb.se/catalog/id/001482117
4. ↑  https://smdb.kb.se/catalog/id/001476629
5. ↑  https://smdb.kb.se/catalog/id/001508459